# دوغ لويس
دوغ لويس هو محامي وسياسي كندي، ولد في 17 أبريل 1938. حزبياً، نشط في الحزب الكندي التقدمي المحافظ. وقد انتخب عضو مجلس العموم الكندي.
1. ↑   https://lop.parl.ca/sites/ParlInfo/default/en_CA/People/Profile?personId=15586. اطلع عليه بتاريخ 2019-03-27. {{استشهاد ويب}}: |url= بحاجة لعنوان (مساعدة) والوسيط |title= غير موجود أو فارغ (من ويكي بيانات) (مساعدة)